# イェン・シッド
イェン・シッド（Yen Sid）は、ディズニー映画『ファンタジア』に登場する架空の魔法使いである。外見上の特徴は、長いひげと、気難しい表情。
名前の由来は製作のウォルト・ディズニーの姓Disneyを逆からつづったものである。
『ファンタジア』ではまったく喋らなかったが、『キングダム ハーツ シリーズ』以降からは稲垣隆史（初代）→伊藤和晃（2代目）（英語版はコーリー・バートン）が声を担当することになった。

## 登場作品
- ファンタジア（1940年）
- キングダム ハーツII（2005年）
- ディズニー マジックキャッスル オンライン（2006年）
- キングダム ハーツ バース バイ スリープ（2010年）
- キングダム ハーツ Re:コーデッド（2010年）
- ディズニー エピックミッキー 〜ミッキーマウスと魔法の筆〜（2011年）
- キングダム ハーツ 3D ［ドリーム ドロップ ディスタンス］（2012年）
- ディズニー マジックキャッスル マイ・ハッピー・ライフ（2013年）
- ディズニー マジックキャッスル マイ・ハッピー・ライフ2（2015年）
- キングダムハーツ 0.2 バースバイスリープ  -フラグメンタリー パッセージ（2017年）
- キングダム ハーツIII （2019年）
- キングダム ハーツ メロディ オブ メモリー（2020年）

## ファンタジア
イェン・シッドが登場する章は、フランスの作曲家ポール・デュカスの『魔法使いの弟子』をレオポルド・ストコフスキーが編曲した音楽が基となっている。
イェン・シッドは魔法使いの弟子であるミッキーマウスの師匠として登場する。

## キングダム ハーツ シリーズ
若き日の王様（ミッキー）の師匠で彼を教育した偉大な人物。世界の秩序を陰ながら守るキーブレードマスターでもあったが現在はその役目を退いている。 かつて、ミッキーにキーブレードと魔法を伝授させ、自らの下で修行を積ませていた。王様だけでなく王宮魔導士ドナルドダックにも魔法を教えていた。キーブレードマスターを引退した後も世界の状況に目を配り、キーブレードの勇者（キーブレードマスター）達に助言を与えるなど、彼らを導いてきた。王が立派に大成を遂げてからは、トワイライトタウンの不思議な塔に良い妖精であるメリーウェザー、フローラ、フォーナと暮らしている。

### キングダム ハーツ バース バイ スリープ
アンヴァースの出現の際、その異変にいち早く気づき、キーブレードマスター・エラクゥスに事態を告げ、またその事件にゼアノートが関与している事にも感づいていた。その中で、自らの許に訪れてきたエラクゥスの弟子であるテラ、ヴェン、アクアに自らのとるべき道を助言した。

### キングダム ハーツ II
ハートレスとノーバディが世に溢れるようになった時、王からの依頼を受け、ソラ、ドナルド、グーフィーに世界の現状を教え、グミシップを与える。3人と別れた後は「私の役目は終わった」と語りその後、彼らはその場所から消えて行ってしまい、本作では再会できなくなる。なお、彼の書斎には修行時代の王のイタズラの数々が書かれている書類がある（おそらく、ファンタジアの魔法使いの弟子での件だと思われる）。

### キングダム ハーツ Re:コーデッド
ジミニーメモのデータの詮索を終えたミッキーからヴェントゥスの心が見付かりそうだという知らせを聞いたイェン・シッドは、ゼアノートのハートレスとそのノーバディであるゼムナスが倒された事でマスター・ゼアノートの復活、そしてそのゼアノートが二人存在する可能性を危惧し、ソラとリクにマスター承認試験を行う事を決めた。

### キングダム ハーツ 3D [ドリーム ドロップ ディスタンス]
ミッキーからこれまでの経緯を聞き、イェン・シッドはソラとリクのマスター承認試験を行うために彼等を呼び集めて、「眠りに閉ざされた世界」へと導いた。

### キングダムハーツ 0.2 バースバイスリープ  -フラグメンタリー パッセージ
7つの光の守護神を結成するためにカイリを呼び、王様とリクにアクア救出へと向かわせた。

### キングダムハーツ III
真XIII機関との最終決戦に備え、ソラに「目覚めの力」を取り戻すべく旅に送り出す。終盤では自ら決戦の地であるキーブレード墓場に赴き、ハートレスやノーバディの大軍を相手にその凄まじい魔力を振るい、光の守護者達の道を切り開いた。

### キングダム ハーツ メロディ オブ メモリー
カイリからリクがソラを探すために「クァッドラトゥム」に向かった事を聞かされると、ミッキーに対してリクとの同行を禁じ、ドナルドとグーフィーにレイディアントガーデンとトワイライトタウンの面々にソラの捜索を行うなと言い渡すように伝え、カイリにはマーリンの元でもう一度修行を伝えようとするが、カイリがアクアの元で修業を積みたいと進言した。

## ディズニー エピックミッキー 〜ミッキーマウスと魔法の筆〜
イェン・シッドが魔法の筆でオズワルド達が住む「ウェイストランド」を作り上げるが、不思議な鏡によって迷い込んできたミッキーが不用意に魔法の筆をさわり、些細な好奇心で自身を作ろうとした時、シャドー・ブロットを生みだしてしまい、「ウェイストランド」は荒廃してしまう。

## ディズニー マジックキャッスル
「マジックキャッスル オンライン」では、プレイヤーがログイン後に最初に散策できるキャッスルタウンの水先案内人という形で登場する。1日一回、様々な作品のディズニーキャラクターが描かれた「コレクションカード」をもらうことができた。
派生作品の「マジックキャッスル マイ・ハッピー・ライフ」、「マジックキャッスル マイ・ハッピー・ライフ2」にも登場する。